# مولود مذكر
مولود موداكر (بالإنجليزية: Mouloud Moudakkar)‏ (ولد في 5 مارس 1972) هو لاعب كرة قدم مغربي دولي سابق، شغل مركز خط الوسط، وعُرف بقدراته الفنية في بناء الهجمات وتوزيع الكرات.
شارك موداكر في مسيرته الدولية مع منتخب المغرب لكرة القدم في العديد من المنافسات، وكان من بين اللاعبين الذين مثلوا بلادهم في الألعاب الأولمبية الصيفية 1992 التي أُقيمت في مدينة برشلونة الإسبانية، حيث خاض مباريات ضد منتخبات قوية، مما أكسبه خبرة دولية مبكرة.
على الصعيد المحلي، لعب موداكر لعدد من الأندية المغربية البارزة خلال مسيرته الاحترافية، وساهم في تحقيق نتائج إيجابية في الدوري المغربي لكرة القدم. تميز بأسلوب لعب متوازن يجمع بين الدفاع والهجوم، إضافة إلى دقته في التمريرات وقدرته على قراءة مجريات اللعب.
بعد اعتزاله، بقي موداكر مرتبطًا بكرة القدم، حيث شارك في أنشطة رياضية ودورات تدريبية تستهدف تطوير المواهب الشابة في المغرب، وهو ما يعكس حرصه على نقل خبرته للأجيال القادمة.

## المشاركات الدولية
المشاركة مع منتخب المغرب في الألعاب الأولمبية الصيفية 1992.
خوض عدد من المباريات الدولية الودية والرسمية في التصفيات المؤهلة لبطولات كأس الأمم الإفريقية وكأس العالم.

## وصلات خارجية
- مولود مذكر على فرق كرة القدم الوطنية.كوم
- مولود مذكر في موقع كرة القدم العالمية.نت

مولود مدكر على موقع قاعدة بيانات كرة القدم.إي يو (الإنجليزية)
- مولود مدكر على موقع ناشيونال فوتبول تيمز (الإنجليزية)
- مولود مدكر على موقع عالم كرة القدم.نت (الإنجليزية)
- مولود مدكر على موقع أوليمبيديا (الإنجليزية)